# Kampung Pasir
Kampung Pasir is een bestuurslaag in het regentschap Aceh Barat van de provincie Atjeh, Indonesië. Kampung Pasir telt 336 inwoners (volkstelling 2010).